# Опарин, Александр Александрович
Алекса́ндр Алекса́ндрович Опа́рин (1943—2008) — российский театральный художник, сценограф, Заслуженный художник РФ (1999), главный художник Московского драматического театра им. К. С. Станиславского (1986—2008).

## Биография
В 1966 г. окончил Московское художественное училище памяти 1905 года, в 1972 г. — Художественный институт (Академию) имени В. И. Сурикова, факультет театра и кино, по специальности театрально-декорационная живопись.
С 1965 г. начал работать в театрах страны как художник-постановщик. С 1975 г. — член Союза художников СССР. В 1978—1979 гг. — преподавал в ГИТИСе на кафедре изобразительного искусства.
В 1981—1983 гг. — главный художник Московского областного драматического театра им. А. Н. Островского.
С 1986 по 2008 гг. — главный художник Московского драматического театра им. К. Станиславского.
Всего А. Опарин оформил более 250 спектаклей в театрах России и других стран.
Участник многих московских, всесоюзных, международных выставок (Пражская квадриеннале 1975 и 1979 г., «Советское декорационное искусство» (Болгария, 1980), «Сценография СССР» (Варшава, 1980), «Советские художники театра» (Венгрия, 1980), Международная триеннале сценографии в Нови-Саде (Югославия, 1981), «Советская сценография» (Париж, 1982) и др.).
В 1982 г. как художник работал над телефильмом «Ассоль». (Реж. Б. Степанцев. Производство ТО «Экран»).

## Театральные работы

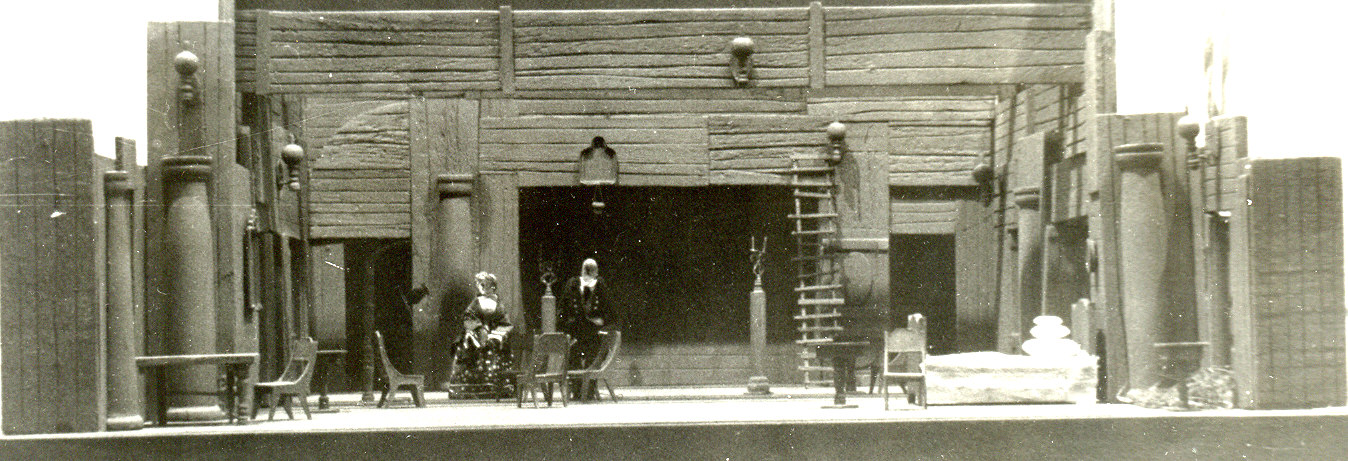
А. Опарин. Эскиз декорации к спектаклю «Доходное место», Московский театр им. Н. Гоголя, 1977.

- 1973 г. «Прощание в июне». Московский областной театр им. А. Н. Островского.
- 1973 г. «Всего три дня». Московский драматический театр им. А. С. Пушкина
- 1974 г. «Ковалёва из провинции». Центральный театр Советской Армии
- 1976 г. «Спутники». Центральный театр Советской Армии
- 1977 г. «Доходное место». Московский драматический театр им. Н. В. Гоголя
- 1977 г. «Святая святых». Казанский Русский драматический театр им. В. Качалова
- 1977 г. «Фантазии Фарятьева». Ульяновский драматический театр
- 1978 г. «Последний срок». Ивановский областной драматический театр
- 1978 г. «Жестокие игры». Русский драматический театр Карелии
- 1979 г. «Две жизни». Русский драматический театр Карелии
- 1980 г. «Дядя Ваня». Русский драматический театр Карелии
- 1981 г. «Поздняя любовь». Театр русской драмы им. Леси Украинки, Киев
- 1982 г. «Филумена Мартурано». Театр русской драмы им. Леси Украинки, Киев
- 1982 г. «Смотрите, кто пришел!». Московский драматический театр им. Вл. Маяковского
- 1985 г. «Я — женщина». Московский драматический театр им. А. С. Пушкина
- 1985 г. «Бранденбургские ворота». Московский театр миниатюр
- 1985 г. «Новоселье в старом доме». Московский драматический театр им. К. С. Станиславского.
- 1986 г. «Женский стол в охотничьем зале.» Московский драматический театр им. К. С. Станиславского
- 1987 г. «Собачье сердце». Московский драматический театр им. К. С. Станиславского
- 1987 г. «Стулья». Московский драматический театр им. К. С. Станиславского
- 1992 г. «Черная курица». Московский драматический театр им. К. С. Станиславского
- 1992 г. «Додо». Саратовский театр драмы.
- 1997 г. «Цилиндр». Театр им. Евг. Вахтангова.
- 1997 г. «Пизанская башня». Московский драматический театр им. К. С. Станиславского
- 1998 г. «Профи». Московский драматический театр им. К. С. Станиславского
- 2001 г. «Странная миссис Сэвидж». Центральный академический театр Российской Армии[3]
- 2009 г. «Семейный ужин». Театр русской драмы им. Леси Украинки, Киев

Последние двадцать лет особенно плодотворно сотрудничал с волгоградским Новым экспериментальным театром п/р О. Джангишерашвили, оформив более трех десятков спектаклей, среди которых: «Маскарад» М. Лермонтова (1993 г.), «Горячее сердце» А. Островского (1994 г.), «Чайка» А. Чехова (2000 г.), «Слухи» Н. Саймона (2002 г.), «Золотая карета» Л. Леонова (2003 г.), «Любовь — книга золотая» А. Толстого (2005 г.), «Квадратура любви» В. Катаева (2006 г.), «Смешные деньги» Р. Куни (2007 г.), «Метеор» Ф. Дюрренматта (2007 г.)
Помимо театрально-декорационной живописи А. Опарин создал несколько десятков живописных и графических полотен: портретов, пейзажей и жанровых картин.